# Campeonato Asiático de Clubes de Voleibol Masculino
O Campeonato Asiático de Clubes de Voleibol Masculino é uma competição oficial de clubes de voleibol masculino da Ásia e Oceania que ocorre anualmente e é organizada pela Confederação Asiática de Voleibol (AVC). 
Foi disputada inicialmente sob o nome Taça AVC de Clubes de Voleibol Masculino, cuja primeira edição ocorreu na temporada 1999, na cidade de Hefei na China. A nomenclatura foi mantida até a temporada 2003, foi cancelado esta edição devido ao surto do vírus Sars, a pneumonia asiática. A partir de 2004 recebeu a denominação atual.

## Títulos

### Por clube
| Equipe                          | Campeão | Vice-campeão | Terceiro lugar |
| ------------------------------- | ------- | ------------ | -------------- |
| Paykan Tehran                   | 8       | 2            | 2              |
| Samsung Fire & Marine Insurance | 2       | 1            | 0              |
| Matin/Shahrdari Varamin         | 2       | 0            | 0              |
| Sarmayeh Bank Tehrann           | 2       | 0            | 0              |
| Foolad Sirjan                   | 2       | 0            | 0              |
| Al Arabi                        | 1       | 3            | 2              |
| Suntory Sunbirds                | 1       | 2            | 1              |
| Sanam Tehran                    | 1       | 1            | 0              |
| Rahat CSKA                      | 1       | 1            | 0              |
| Kalleh Mazandaran               | 1       | 0            | 1              |
| Sichuan Fulan                   | 1       | 0            | 0              |
| Taichung Bank                   | 1       | 0            | 0              |
| Rahat Almaty                    | 0       | 2            | 1              |
| Al-Rayyan                       | 0       | 2            | 1              |
| Al-Hilal                        | 0       | 2            | 0              |
| Shanghai Tang Dynasty           | 0       | 1            | 1              |
| Toyoda Gosei Trefuerza          | 0       | 1            | 1              |
| Panasonic Panthers              | 0       | 1            | 1              |
| Saipa Tehran                    | 0       | 1            | 0              |
| Atyrau                          | 0       | 1            | 0              |
| Jakarta Bhayangkara Presisi     | 0       | 1            | 0              |
| Shanghai Oriental/ Cable TV     | 0       | 0            | 2              |
| Jin Han Wang                    | 0       | 0            | 1              |
| Jakarta BNI Taplus              | 0       | 0            | 1              |
| Taiwan Power Company            | 0       | 0            | 1              |
| Beijing BAIC Motors             | 0       | 0            | 1              |
| Shahdab Yazd                    | 0       | 0            | 1              |
| Police Volleyball Qatar         | 0       | 0            | 1              |

### Por país
| País           | Campeão | Vice-campeão | Terceiro lugar |
| -------------- | ------- | ------------ | -------------- |
| Irão           | 16      | 4            | 4              |
| Coreia do Sul  | 2       | 1            | 0              |
| Catar          | 1       | 6            | 5              |
| Japão          | 1       | 4            | 3              |
| Cazaquistão    | 1       | 4            | 3              |
| China          | 1       | 1            | 5              |
| Taipé Chinesa  | 1       | 0            | 1              |
| Arábia Saudita | 0       | 2            | 0              |
| Indonésia      | 0       | 1            | 1              |
| Paquistão      | 0       | 0            | 1              |